# 法人登記
法人登記（ほうじんとうき）とは、会社以外（相互会社を除く）の法人についての登記および登記制度のこと。

## 概説
法人は、一般的には登記がなければ成立しない。かつては、公益法人（社団法人・財団法人）の場合は、主務官庁の許可で成立するものとされていたが、法改正により、2008年12月1日以降は一般社団法人・一般財団法人として登記することで成立することとなった。他に主務官庁の許可により成立する法人としては社会福祉法人がある。
法人登記は法務局（いわゆる登記所）に対して行い、各法人の根拠法の定める事項を登記官が法人登記簿に記載することにより完了する。
法人登記は不動産登記と同様、公示機能を果たしており、法人登記の場合は名称、主たる事務所の所在地、役員（総裁や理事等）、法人によっては法人の目的や資本金・出資総額、従たる事務所等が登記されている。そのため、法人登記は誰でも閲覧することができ、手数料を支払えば謄本（登記事項証明書）を得ることもできる。
法人登記の謄本（登記事項証明書）は法人が活動する場合、その法人が実在することを証明するものとして使用され、個人の住民票の写しや戸籍謄本のように法人の登記事項証明書が使用される。また、法人を被告として訴えを提起する場合には法人の登記事項証明書を添付する。